# Епинел (Долина Аосте)
Епинел је насеље у Италији у округу Долина Аосте, региону Долина Аосте.
Према процени из 2011. у насељу је живело 265 становника. Насеље се налази на надморској висини од 1460 м.